# Neobulimina
Neobulimina es un género de foraminífero bentónico de la familia Turrilinidae, de la superfamilia Turrilinoidea, del suborden Buliminina y del orden Buliminida. Su especie tipo es Neobulimina canadensis. Su rango cronoestratigráfico abarca desde el Albiense (Cretácico inferior) hasta el Maastrichtiense (Cretácico superior).

## Discusión
Clasificaciones previas incluían Neobulimina en el suborden Rotaliina del orden Rotaliida.

## Clasificación
Neobulimina incluye a las siguientes especies:
- Neobulimina abchasiensis †
- Neobulimina albertensis †
- Neobulimina angularima †
- Neobulimina argentinensis †
- Neobulimina atlantica †
- Neobulimina australiana †
- Neobulimina bermudezi †
- Neobulimina canadensis †
  - Neobulimina canadensis var. alpha †
  - Neobulimina canadensis var. beta †
- Neobulimina conica †
- Neobulimina consectata †
- Neobulimina digitata †
- Neobulimina farafraensis †
- Neobulimina firma †
- Neobulimina fraudulenta †
- Neobulimina khargensis †
- Neobulimina ludrookae †
- Neobulimina minima †
- Neobulimina miocenica †
- Neobulimina newjerseyensis †
- Neobulimina numerosa †
- Neobulimina spicata †
- Neobulimina subregularis †
- Neobulimina varsoviensis †
- Neobulimina vridhachalensis †

Otras especies consideradas en Neobulimina son:
- Neobulimina erugata †, de posición genérica incierta
- Neobulimina erugatiformis †, de posición genérica incierta
- Neobulimina inflatiformis †, de posición genérica incierta
- Neobulimina texturatiformis †, de posición genérica incierta